# Кикиндски партизански одред
Кикиндски партизански одред је био партизанска јединица у саставу Народноослободилачке војске и партизанских одреда Југославије током Другог светског рата у Југославији.

## Историјат
Кикиндски партизански одред формиран је 28. јула 1941 на салашу породице Јанковић. На окупу је било 27 бораца. За команданта одреда изабран је Угљеша Терзин, док је за политичког комесара изабран Радован Рада Трнић. За заменика команданта именован је Ђура Оличков. Одред је био наоружан са 2 пушкомитраљеза, 17 пушака и 9 пиштоља. Већ послијее прве вечери формирања, изведене су двије акције, једна у рејону Винцаида, а друга у рејону Новог Милошева. У овим акцијама запаљено је 300 килограма жита и посјечене су телеграфско-телефонске линије. Следеће вечери пребацили су се на Симићев салаш. У рејону Симићевог салаша (код Кикинде) њемачке потјерне јединице разбиле су 4. августа 1941. Кикиндски НОП одред. У борбама су убијена четири њемачка војника, али је већи дио бораца Одреда погинуо укључујући команданта и политичког комесара. Од преосталих дијелова овог одреда, односно неколицине бораца који су успјели да се пробију из обруча и од дијелова Мокринског НОП одреда формиран Кикиндско-мокрински НОП одред.
Са организовањем партизанског одреда у околини Кикинде појавила се и потреба његовог гласила, па је покренут лист под именом Црвена звезда. Умножаван је на гештетнеру, у самој Кикинди, а уређивао га је, по свему судећи, Влада Богарошки, секретар Месног комитета СКОЈ-а. Изашло је у свему три броја, и доносио је директивевишег партијског руководства и радио-вести. Први број је изишао негде јула 1941. године, а последњи прије 4. августа, када је Кикиндски одред уништен.
На мјесту гдје је јула 1941. године формиран одред, 6. октобра 1981. године откривено је спомен обиљежје "Пламен" које је посвећено борцима Одреда.